# Aztekium ritteri
Az Aztekium ritteri a kaktuszfélék családjába tartozó aztékkaktusz (Aztekium) nemzetség egy faja, a nemzetség másik faja, az Aztekium hintonii mellett.
A faj leírója Friedrich Bödeker (1867–1937) az Aztekium ritteri fajt a kaktusz megtalálójáról, Friedrich Ritterről nevezte el. Friedrich Ritter (1898–1983) német utazó, kaktuszspecialista, kaktuszrendszerező, terepkutató, elsősorban Dél-Amerika kaktuszainak kutatója. 1927 és 1959 között igen sok új kaktuszfaj (főleg Matucana, Parodia, Rebutia, Neoporteria és Notocactus nemzetséghez tartozók) lelője és leírója.

## Felépítése
A test lapított félgömb vagy gömb alakú, kezdetben magányos, később oldalhajtásokat (sarjakat) fejleszt. Szélessége ritkán haladja meg az 5 cm-t, magassága pedig legfeljebb 5 cm. A meglehetősen furcsa életkörülményeihez igazodó répagyökere van. Külseje rendkívül különleges és igen kevéssé változékony. Bőre fénytelen, olívzöld vagy szürkészöld, közel szabályosan, körkörösen redőzött, kemény és vastag. A tenyészcsúcs kissé horpadt, de ez a gyapjasság miatt észrevehetetlen. A 6–11 enyhén csavart, szembeszökően kiugró bordát ferde barázdák, redők tagolják; ezek szegélyezik alul-felül az areolákat. Egy-egy ilyen redőpár és csúcsán az areola tulajdonképpen maga a szemölcs; és ezek összenövése, lefutása pedig a borda. A bordák tompák, kerekítettek, középen az areoláknál kissé bemélyednek. A bordák (számuktól is függően) 3–10 mm szélesek és 5–9 mm magasak, közöttük ugyanannyi másodlagos, a főbordáknál jóval keskenyebb és alacsonyabb borda képződik. Az egymáshoz közel álló vagy összeérő areolák kicsik, fehér gyapjasak, filcesek, később megszürkülnek, lekopnak. A fiatal areolákból fejlődő 1–3 apró, kb. 6 mm hosszú, lapos, sárgás színű, karomszerű tövis felfelé néz és többfelé hajlik, csavarodik. A sűrűn gyapjas tenyészcsúcsból (a kaktusz koronájából) kinőve a legtöbb tövis idővel lehullik. 6-8 éves korában válik ivaréretté, ekkor virágzik először. Nem önbeporzó. A nyár elején megjelenő virág rózsaszínes fehér, piros rajzolattal, halvány rózsás lepelszegéllyel és középsávval. A teljesen kinyílt, tölcsér vagy inkább trombita alakú virág átmérője 7–14 mm, hossza 12 mm, rózsaszín (rövid, keskeny és csupasz) virágcsöve a növény csúcsán a fiatal, dúsan gyapjas areolából fejlődik. A néhány külső lepellevél rózsaszínű, hegyük a belső lepellevelekhez hasonlóan barnás-rózsás. A belső lepellevelek 6–8 mm hosszúak, 2–4 mm szélesek, széles lándzsa alakúak. A porzók sárgák, a porzószálak fehérek, a kb. 4 ágú bibe sárgásfehér. A termés kb. 3 mm-es, hosszúkás bogyószerű, rózsaszínű, később megszárad. A magok aprók (kb. 0,7 mm × 0,5 mm), feketék vagy sötétszürkék, kerekded körte alakúak, finom kúpocskákkal.

## Élőhelye
Az Aztekium ritteri különös élőhelyet talált Mexikó középső területének északkeleti részén. A Keleti-Sierra Madre hegytömb mély kanyonjainak függőleges pala- vagy mészkőszikláinak repedéseiben, illetve gipszkibúvásokon él igen gyér növényzetű környezetben. Sajnos, természetes élőhelye a sajátságos talaj és klíma miatt nagyon korlátozott. Jelenleg az Új-León szövetségi állambeli Rayones szomszédságában ismert, de a hegységrendszer több pontján is őshonos, sőt a délen határos Guatemalából is leírták. Mivel az állatok és az átlagember számára elérhetetlen helyen nő, fennmaradását nem veszélyezteti semmi.

## Gondozása
A kaktuszgyűjtők hihetetlenül kedvelik ezt a rendkívüli külsővel megáldott fajt. Sajnos, a legtöbb esetben szinte „egy tőről” származó sarjak vegetatív szaporításával terjedt el hazánkban, ezért legtöbbször hiába virágoznak, nincsen idegen virágpor, tehát csíraképes magot sem teremnek. A magas oszlopkaktusz alanyokra oltott példányok túlhizlalt, túlsarjadzott egyedekké válnak, eredeti ráncaikat, színüket, formájukat vesztik. Saját gyökérzetén is felnevelhető megfelelő vízáteresztésű, enyhén bázikus talajon, amelyet óvatosan öntözzünk tavasztól őszig. (A bázikus talaj vizes oldata lúgos kémhatásúvá válik). A talaj legyen vízáteresztő, keverjünk bele agyagot, sódert és ásványi termesztőközeget. Eredeti, szürkészöld színe intenzív napfénnyel érhető el. A teleltetési hőmérséklete 2–8 °C között legyen.